# Carvalhal (Sertã)
Carvalhal ist eine Gemeinde (Freguesia) im portugiesischen Kreis Sertã. In ihr leben 491 Einwohner (Stand 19. April 2021).